# Puisserguier
Puisserguier é uma comuna francesa na região administrativa de Occitânia, no departamento de Hérault. Estende-se por uma área de 28,27 km². Em 2010 a comuna tinha 3 023 habitantes (densidade: 106,9 hab./km²).